# (2779) Mary
(2779) Mary es un asteroide que forma parte del cinturón de asteroides y fue descubierto por Norman G. Thomas el 6 de febrero de 1981 desde la estación Anderson Mesa, en Flagstaff, Estados Unidos.

## Designación y nombre
Mary recibió al principio la designación de 1981 CX.
Posteriormente se nombró en honor de la astrónoma estadounidense Maryanna Ruth Thomas, esposa del descubridor.

## Características orbitales
Mary orbita a una distancia media de 2,212 ua del Sol, pudiendo acercarse hasta 2,074 ua y alejarse hasta 2,35 ua. Tiene una inclinación orbital de 3,891° y una excentricidad de 0,06226. Emplea en completar una órbita alrededor del Sol 1202 días.